# Молния-1Т
КА «Молния-1Т» (индекс ГУКОС — 11Ф658Т) — усовершенствованная версия спутника связи Молния-1+, производившегося в КБ прикладной механики (в настоящее время ОАО ИСС). КА «Молния-1Т» входил в систему связи и боевого управления Ракетных войск стратегического назначения. Разработка началась в 1979 г. с первым запуском «Молнии-1Т» 2 апреля 1983 г и принятием на вооружение в 1987 г. С 2006 года заменён на КА «Меридиан».

## История
КА «Молния-1Т» представляет собой развитие спутников-ретрансляторов «Молния-1+», которые в свою очередь были усовершенствованной версией спутников «Молния-1».
КА «Молния-1» были первоначально разработаны в ОКБ-1 и позже переданы в ОКБ-10 (КБПМ, нынешнее ОАО ИСС). КА «Молния-1» предназначались для работы в одиночном режиме, и поэтому их запуск осуществлялся в жёстко определённое стартовое окно для обеспечения оптимальных условий освещённости солнечных батарей. После получения документации на КА «Молния-1», КБПМ доработало спутник для работы в системе как минимум из трех КА, что позволило группировке аппаратов в целом работать без ограничений на условия освещённости. В КА «Молния-1+» были усовершенствованы передающие антенны, системы энергоснабжения и терморегулирования.
В 1967 г. два «Молния-1+» и один «Молния-1» образовали первую советскую систему спутниковой связи, принятую в 1968 г. в опытную эксплуатацию. Система позволяла осуществлять телефонно-телеграфную связь, а также передавать программы Центрального телевидения на 20 специально созданных земных станций с антеннами диаметром 12 м (система «Орбита»). Благодаря «Орбите», к началу 1968 года количество зрителей ЦТ выросло на 20 млн человек.
В 1965—1967 гг. было принято решение о создании на базе КА «Молния-1+» системы связи и боевого управления «Корунд» с бортовым ретранслятором «Бета». Система была принята на вооружение в 1975 г. и количество спутников в системе возросло с четырёх до восьми.
Модернизация системы «Корунд» была предпринята в 1983 году с началом лётных испытаний КА «Молния-1Т». Система связи и боевого управления «Корунд-М», в состав которой входят восемь КА "Молния-1Т, была принята на вооружение в 1987 г.

## Предназначение
Полная группировка КА «Молния-1Т» состояла из восьми аппаратов на высокоэллиптических 12-часовых орбитах «Молния» с апогеем в Северном полушарии (высота апогея около 40 тыс. км и перигея около 500 км). КА были разделены на четыре пары, в каждой из которых спутники двигались вдоль одной наземной трассы с интервалом в 6 часов друг за другом. Трассы пар были смещены друг относительно друга на 90° по долготе, то есть 8 спутников обеспечивали покрытие по всему миру. Апогеи суточных витков КА первых двух пар находились над территорией Центральной Сибири и над Северной Америкой, а у КА остальных пар — над Западной Европой и Тихим океаном.
Кроме того, последние КА «Молния-1Т» использовались для обеспечения связи с российским сегментом МКС: они работали в качестве спутников-ретрансляторов для передачи команд радиотехнической системы управления и связи «Регул-ОС» в модуле «Звезда» российского сегмента МКС. Это позволило реже использовать для этой цели американские спутники системы TRDS.

### Полезная нагрузка
В отличие от КА «Молния-1», на «Молнии-1Т» были установлены счетверённые спиральные антенны, вместо зонтичных.
Кроме того, впервые ретранслятор КА «Молния-1Т» был выполнен в твердотельном (транзисторном) исполнении и имел мощность 40 Вт. Система работала на частоте 1.0/0.8 ГГц. Всего на борту спутника имелись три ретранслятора (один рабочий и два резервных) для ретрансляции широкополосных передач либо двусторонней многоканальной телефонии с возможностью вторичного уплотнения телефонных каналов тональным телеграфом, либо телевизионных программ.

## Платформа
Как и его предшественник, КА «Молния-1Т» строится на базе космической платформы КАУР-2. Она состоит из цилиндрического гермоотсека со служебной и ретрансляционной аппаратурой, на котором крепятся: шесть откидывающихся панелей солнечных батарей, двигательная установка коррекции, имеющая форму усечённого конуса, антенны, внешние радиаторы системы терморегулирования, исполнительные органы и шар-баллоны с запасами азота системы ориентации. Корпус спутника ориентируется продольной осью на Солнце, а антенны, установленные на выносной штанге, независимо наводятся на Землю.
В отличие от КА «Молния-1+», на КА «Молния-1Т» срок активного существования вырос до 7-8 лет, тогда как у предшественника он составлял в среднем 3-4 года.

### Система управления ориентацией
КА «Молния-1» обладал уникальной системой управления ориентацией, при которой управление движением объекта вокруг центра масс по трём осям осуществлялось одним гироскопом. Так как солнечные батареи были жёстко прикреплены к корпусу, КА должен был быть постоянно ориентирован на Солнце. Это достигалось с помощью массивного гироскопа, установленного внутри спутника.
После того как спутник отделялся от ракеты-носителя и ориентировался на Солнце, гироскоп раскручивался до больших оборотов. Особенность гироскопа состоит в том, что, будучи раскрученным, он сохраняет постоянным направление своей оси в пространстве. Гироскоп, установленный внутри «Молния-1», был связан с ним слабыми пружинами с демпферами для уменьшения колебаний. КА как бы «висел», привязанный к гироскопу. Хотя механическая часть была очень сложной, электронная часть системы оказалась довольно простой и надёжной и за многие годы эксплуатации спутников «Молния-1» работала безотказно. Дополнялась эта гироскопическая система микродвигателями КДУ-414, работающими на сжатом азоте, которая корректировала незначительные отклонения объекта от заданного положения за счёт возмущений или временны́х изменений траектории. Сочетание силового гироскопа и микродвигателей позволило создать очень экономичную систему ориентации с минимальным расходом топлива.

## Список запусков КА «Молния-1Т»
Официально первый запуск КА «Молния-1Т» датируется 22.12.1993 (Молния-1-87). Все предыдущие запуски были заявлены как КА «Молния-1», поэтому нет точных данных о количестве КА «Молния-1Т» запущенных с 1983 года. В таблице указаны все запуски КА «Молния-1», начиная с первого запуска КА «Молния-1Т» 2-го апреля 1983 года.
| 1  | Молния-1-57 | Молния-1  | 02.04.1983 | 1983-025A | 13964 | 26.01.2000 |
| 2  | Молния-1-58 | Молния-1  | 19.07.1983 | 1983-073A | 14199 | 23.02.1995 |
| 3  | Молния-1-59 | Молния-1  | 23.11.1983 | 1983-114A | 14516 | 30.10.2001 |
| 4  | Молния-1-60 | Молния-1  | 16.03.1984 | 1984-029A | 14825 | 04.11.1994 |
| 5  | Молния-1-61 | Молния-1  | 10.08.1984 | 1984-085A | 15182 | 31.12.2002 |
| 6  | Молния-1-62 | Молния-1  | 24.08.1984 | 1984-089A | 15214 | на орбите  |
| 7  | Молния-1-63 | Молния-1  | 14.12.1984 | 1984-124A | 15429 | на орбите  |
| 8  | Молния-1-64 | Молния-1  | 22.08.1985 | 1985-074A | 15977 | 22.03.2000 |
| 9  | Молния-1-65 | Молния-1  | 23.10.1985 | 1985-099A | 16187 | 13.02.1999 |
| 10 | Молния-1-66 | Молния-1  | 28.10.1985 | 1985-103A | 16220 | 02.08.2002 |
| 11 | Молния-1-67 | Молния-1  | 30.07.1986 | 1986-057A | 16885 | 28.01.2000 |
| 12 | Молния-1-68 | Молния-1  | 05.09.1986 | 1986-068A | 16934 | 20.06.2000 |
| 13 | Молния-1-69 | Молния-1  | 15.11.1986 | 1986-089A | 17078 | на орбите  |
| 14 | Молния-1-70 | Молния-1  | 26.12.1986 | 1986-103A | 17264 | 01.02.2006 |
| 15 | Молния-1-71 | Молния-1  | 11.03.1988 | 1988-017A | 18946 | на орбите  |
| 16 | Молния-1-72 | Молния-1  | 17.03.1988 | 1988-022A | 18980 | 04.07.2001 |
| 17 | Молния-1-73 | Молния-1  | 12.08.1988 | 1988-069A | 19377 | 16.12.1999 |
| 18 | Молния-1-74 | Молния-1  | 28.12.1988 | 1988-115A | 19730 | 31.07.1998 |
| 19 | Молния-1-75 | Молния-1  | 15.02.1989 | 1989-014A | 19807 | на орбите  |
| 20 | Молния-1-76 | Молния-1  | 27.09.1989 | 1989-078A | 20255 | 11.11.2000 |
| 21 | Молния-1-77 | Молния-1  | 26.04.1990 | 1990-039A | 20583 | 25.02.2005 |
| 22 | Молния-1-78 | Молния-1  | 10.08.1990 | 1990-071A | 20742 | 06.07.2007 |
| 23 | Молния-1-79 | Молния-1  | 23.11.1990 | 1990-101A | 20949 | 30.08.2005 |
| 24 | Молния-1-80 | Молния-1  | 15.02.1991 | 1991-012A | 21118 | на орбите  |
| 25 | Молния-1-81 | Молния-1  | 18.06.1991 | 1991-043A | 21426 | на орбите  |
| 26 | Молния-1-82 | Молния-1  | 01.08.1991 | 1991-053A | 21630 | 09.10.2004 |
| 27 | Молния-1-83 | Молния-1  | 04.03.1992 | 1992-011A | 21897 | 01.07.2007 |
| 28 | Молния-1-84 | Молния-1  | 06.08.1992 | 1992-050A | 22068 | 04.04.2008 |
| 29 | Молния-1-85 | Молния-1  | 13.01.1993 | 1993-002A | 22309 | 15.11.2005 |
| 30 | Молния-1-86 | Молния-1  | 26.05.1993 | 1993-035A | 22671 | на орбите  |
| 31 | Молния-1-87 | Молния-1Т | 22.12.1993 | 1993-079A | 22949 | на орбите  |
| 32 | Молния-1-88 | Молния-1Т | 14.12.1994 | 1994-081A | 23420 | на орбите  |
| 33 | Молния-1-89 | Молния-1Т | 14.08.1996 | 1996-045A | 24273 | 07.04.2012 |
| 34 | Молния-1-90 | Молния-1Т | 24.09.1997 | 1997-054A | 24960 | на орбите  |
| 35 | Молния-1-91 | Молния-1Т | 28.09.1998 | 1998-054A | 25485 | на орбите  |
| 36 | Молния-1-92 | Молния-1Т | 02.04.2003 | 2003-011A | 27707 | 27.05.2013 |
| 37 | Молния-1-93 | Молния-1Т | 02.04.2004 | 2003-011A | 27707 | на орбите  |